# Øyevitne
Øyevitne é uma minissérie norueguesa, do género thriller noir, criada e dirigida por Jarl Emsell Larsen, com um total de 6 episódios. Foi exibida originalmente pela rede de televisão norueguesa NRK, entre 20 de outubro e 24 de novembro de 2014, sendo uma coprodução com a DR, da Dinamarca, a SVT, da Suécia, e a YLE, da Finlândia.
A série conta a história de dois jovens que, durante um encontro secreto na floresta, testemunham um crime sangrento e conseguem escapar, tentando a partir de então manter isso em segredo. "Øyevitne" é um termo norueguês que se traduz como testemunha ocular.
A USA Network produziu e estreou um remake norte-americano da série, sob o título Eyewitness.

## Sinopse
Philip (Axel Bøyum) e Henning (Odin Waage) vivem em Mysen, uma comunidade rural próxima à fronteira com a Suécia. Colegas de escola e vizinhos, os dois estão apaixonados, mas mantêm sua homossexualidade em segredo. Durante um encontro numa pedreira, eles testemunham a execução de quatro homens. Apavorados, conseguem fugir do assassino, mas juram que nunca contarão a ninguém o que viram. 
Enquanto isso, Helen Sikkeland (Anneke von der Lippe), ex-membro do Serviço Nacional de Investigação Criminal e mãe adotiva de Philip, é a nova chefe de polícia de Mysen, que começa a investigar o crime. Sofrendo pressão do chefe do crime organizado para arquivar o caso, ela está determinada a descobrir a verdade.

## Elenco
- Axel Bøyum ... Philip Carlsen
- Anneke von der Lippe ... Helen Sikkeland
- Odin Waage ... Henning
- Per Kjerstad ... Ronny Berg Larsen
- Yngvild Støen Grotmol ... Camilla
- Kim Sørensen ... Olle
- Yngve Berven ... André
- Ingjerd Egeberg ... Elisabeth

## Lista de episódios
| # | Título     | Roteiro                                   | Direção            | Transmissão original   |
| --- | ---------- | ----------------------------------------- | ------------------ | ---------------------- |
| 1.01 | Episódio 1 | Jarl Emsell Larsen, Kathrine Valen Zeiner | Jarl Emsell Larsen | 20 de outubro de 2014  |
| Henning e Philip estão atraídos um pelo outro. Uma noite, após trocarem o seu primeiro beijo, os dois rapazes testemunham uma execução a sangue-frio de quatro pessoas. Eles conseguem escapar por pouco ao assassino da pedreira de areia, local onde se encontravam, e fogem com a arma do crime, jogando-a depois no lago. A investigação do crime cabe à mãe adotiva de Philip, Helen, uma ex-oficial do Serviço Nacional de Investigação Criminal (Kripos) e que agora trabalha como delegada em Mysen, uma localidade rural. |            |                                           |                    |                        |
| |            |                                           |                    |                        |
| 1.02 | Episódio 2 | Jarl Emsell Larsen, Kathrine Valen Zeiner | Jarl Emsell Larsen | 27 de outubro de 2014  |
| Em Oslo, uma bomba devasta um restaurante gerido por Hamit Milonkovic, um membro do gangue Z. A sua filha Zana, que tinha sido trancada no prédio por ele, consegue escapar. Através de uma conversa online, a garota entra em contacto com o assassino da pedreira de areia. Na floresta, Henning percebe que a arma do crime está visível no fundo do lago, no lugar onde a tinha atirado. |            |                                           |                    |                        |
| |            |                                           |                    |                        |
| 1.03 | Episódio 3 | Jarl Emsell Larsen, Kathrine Valen Zeiner | Jarl Emsell Larsen | 3 de novembro de 2014  |
| Alguém tenta assassinar um membro do gangue de motociclistas, próximo a uma escola. Uma bala perdida atinge uma menina, que acaba por morrer. O peso do segredo atormenta Henning, que não consegue dormir e se torna violento. Philip confessa à mãe adotiva o sucedido na pedreira de areia, ocultando-se da descrição dos eventos. A brigada criminal dá as boas-vindas ao novo chefe, Ronny Berg Larsen, um homem intrigante que irá liderar a investigação a um nível central.                                                |            |                                           |                    |                        |
| |            |                                           |                    |                        |
| 1.04 | Episódio 4 | Jarl Emsell Larsen, Kathrine Valen Zeiner | Jarl Emsell Larsen | 10 de novembro de 2014 |
| Ronny viaja até Mysen para conhecer os últimos progressos da investigação. Segundo Helen, a morte de Zana não tem nenhuma conexão com a investigação criminal em curso. Philip pede aos serviços sociais para mudar de pais adotivos, na sequência de Henning o rejeitar completamente, desde que ele confessou sobre o sucedido na pedreira, e também pela descrença dos pais adotivos na sua confissão. |            |                                           |                    |                        |
| |            |                                           |                    |                        |
| 1.05 | Episódio 5 | Jarl Emsell Larsen, Kathrine Valen Zeiner | Jarl Emsell Larsen | 17 de novembro de 2014 |
| Helen finalmente vê progressos significativos na sua investigação: tem agora uma testemunha, Henning, que, além disso, lhe entregou a arma do crime. Temendo pela sua segurança, ela pede a Ronny que coloque o rapaz sob proteção judicial. Mais tarde, enquanto Henning está a treinar para a competição de motocross na floresta, Ron atinge-o com um taser. Henning cai no lago com o seu motociclo. |            |                                           |                    |                        |
| |            |                                           |                    |                        |
| 1.06 | Episódio 6 | Jarl Emsell Larsen, Kathrine Valen Zeiner | Jarl Emsell Larsen | 24 de novembro de 2014 |
| Henning está no hospital, entre a vida e a morte. Philip decide confessar toda a verdade a Helen. Se o acidente de Henning foi orquestrado, isso significa que há um infiltrado na investigação. Helen abre-se a Ronny e menciona a existência de outra testemunha ocular. É um erro. Ron consegue descobrir a identidade de Philip e rapta-o. Mas antes, Philip tem tempo para ligar a Helen e contar-lhe que reconheceu o assassino da pedreira.                                                                                 |            |                                           |                    |                        |

## Recepção
Øyevitne recebeu aclamação da crítica internacional. Anneke von der Lippe tornou-se a primeira atriz norueguesa - e dos países nórdicos - premiada com um Prêmio Emmy. A série foi coproduzida pela Nordvision, um empreendimento cooperativo que abrangem os canais NRK, SVT, DR, Yle Fem e o Fundo Nordvision.
O thriller teve uma média de 724.000 telespectadores por episódio na Noruega. Estreou no canal Arte em 24 de setembro de 2015 tendo alcançado uma média de 922.000 telespectadores em seu primeiro episódio.

## Premiações e Indicações
| Ano  | Prêmio             | Resultado | Categoria                 | Destinatário         | Ref   |
| ---- | ------------------ | --------- | ------------------------- | -------------------- | ----- |
| 2015 | Emmy Internacional | Venceu    | Melhor Atriz              | Anneke von der Lippe | [ 7 ] |
| 2015 | Gullruten          | Venceu    | Melhor fotografia - drama | Lars Vestergaard     | [ 8 ] |